# چنگارواران
چنگارواران (نام علمی: Cancroidea) نام یک بالاخانواده از فروراسته خرچنگ است.